# Wilfried Finkers
Wilfried Finkers (Almelo, 18 mei 1957) is een Twents cabaretier en is vooral bekend door zijn bijrollen in de optredens van zijn broer Herman Finkers. Nadat Herman om gezondheidsredenen stopte met cabaret heeft Wilfried zich aangesloten bij het komische duo Ernesto & Marcellino.

## Biografie
Na zijn jeugd in Almelo volgde Wilfried Finkers een studie biologie aan de Rijksuniversiteit Groningen. Daar richtte hij de vereniging Op Zwart Zangzaad op. Bijeenkomsten van deze vereniging draaiden vooral om het maken en voordragen van humoristische teksten en sketches. Wilfrieds broer Herman was minder actief betrokken bij deze vereniging, maar Hermans bewondering leidde uiteindelijk tot enkele gastoptredens en uiteindelijk zelfs tot zijn eerste theaterprogramma Op Zwart Zangzaad (1979).
Terwijl Herman succes kreeg met zijn voorstellingen, richtte Wilfried zich weer op zijn studie biologie, die hij met succes afrondde. Ook deed hij vervangende dienstplicht als groepsleider bij een groep gehandicapten. Omdat deze baan hem meer beviel dan wetenschappelijk onderzoek is hij het na zijn verplichte periode blijven doen.
In 1987 ging Wilfried in op het verzoek van Herman om weer samen voorstellingen te maken. Vanaf dat jaar was Wilfried medebedenker en tekstschrijver van de shows. Ook deed hij de belichting en verrichtte hij werkzaamheden achter de schermen. In elke show kwam hij bovendien enkele malen kort op het podium, waarbij hij steevast de rol van schlemiel had. De shows met Herman werden gekenmerkt door droge humor, absurdistische verhalen en visuele grappen. De humor is betrekkelijk tijdloos, slechts zelden worden grappen gemaakt over de actualiteit. Maatschappijkritiek wordt nu en dan geleverd, maar bijna altijd indirect.
In 2000 besloot Herman te stoppen met optreden om gezondheidsredenen, waardoor Wilfried een andere baan moest zoeken. Hij werd hoofd technische dienst in het Rabotheater in Hengelo, maar miste het maken van een voorstelling en het rondreizen. Na het zien van de voorstelling Remmen van Ernesto & Marcellino in theater De Kleine Kunst in Hengelo sloot hij zich in 2002 bij dat duo aan. Ondanks verzoeken van het duo om een trio te vormen, gaf Wilfried er ook nu de voorkeur aan om slechts een verliezersrol op de achtergrond te spelen. Hij bleef overigens parttime werken bij het Rabotheater.
Wilfried Finkers heeft aan vijf voorstellingen van Ernesto & Marcellino meegewerkt. Hun laatste voorstelling, Het beste dan maar, was tot mei 2012 in de theaters.

## Overzicht van theatervoorstellingen

### MetHerman Finkers
- Op Zwart Zangzaad (1979)
- Het Meisje Van De Slijterij (1987)
- De Zon Gaat Zinloos Onder, Morgen Moet Ze Toch Weer Op (1990)
- Dat heeft Zo'n Jongen Toch Niet Nodig (1992)
- Geen Spatader Veranderd (1995)
- Kalm aan en rap een beetje (1998)

### MetErnesto & Marcellino
- Nat (2002)
- Ga d'r zelf maar eens staan (2004)
- Wat hebben wij het dan goed hè? (2006)
- Diepgang (2008)
- Het beste dan maar (2010/2011)